# Suzuki X-90
Le Suzuki X-90 est un Coupé T-Top à deux portes et à deux places du constructeur automobile japonais Suzuki fabriqué et commercialisé par Suzuki de 1995 à 1997. Il fut un échec commercial total.

## Présentation
La Suzuki X-90 est préfigurée par un concept car présenté au salon de l'automobile de Tokyo 1993 puis produit en série à partir d'octobre 1995 et exporté sur les marchés occidentaux en avril 1996.

## Caractéristiques techniques
Le X-90 repose sur la plateforme technique de la Suzuki Sidekick, et elle est dotée de 2 toits amovibles posés sur le T-Top. 

### Motorisation
Le X-90 utilise un moteur 4-cylindres 1.6 L 16 soupapes qui produit 97 ch (71 kW) et il est disponible avec quatre roues motrices ou traction arrière et une transmission manuelle ou automatique à 4 vitesses. Le X-90 est équipée de deux coussins gonflables de sécurité (« airbags »), de freins antiblocage, de la climatisation en option. La suspension est à jambe de force MacPherson et des ressorts hélicoïdaux à l'avant, des ressorts hélicoïdaux avec un pont rigide à l'arrière. Une roue de secours  est rangée dans le coffre et un espace derrière les deux sièges offre un petit espace de chargement.

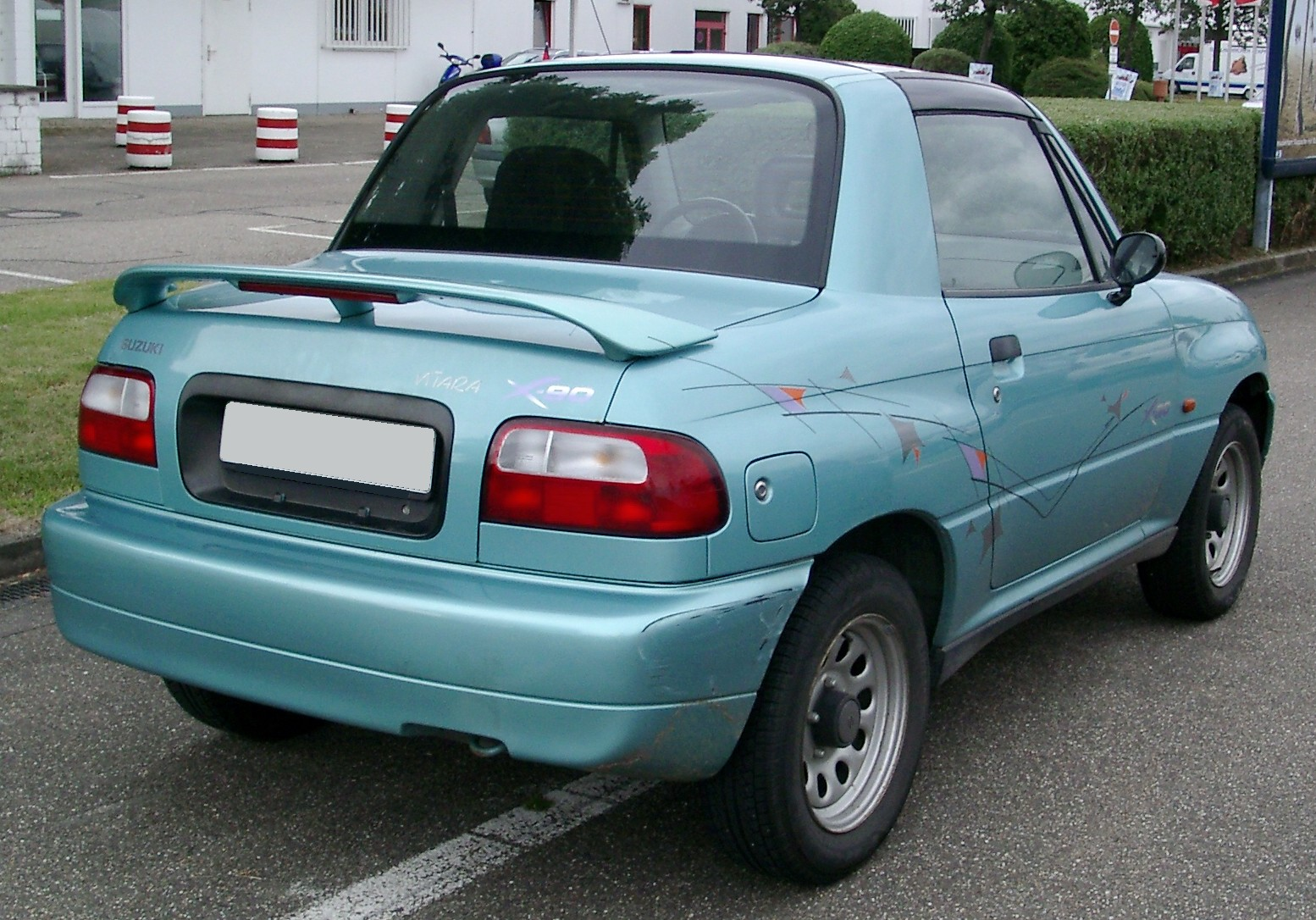
Vue arrière